# 錢德勒福特
錢德勒福特（英文：Chandler’s Ford) 鄰伊斯特利（Eastleigh)及 羅姆西（Romsey) 溫切斯特市（Winchester)。錢德勒福特是英格蘭漢普郡伊斯特利自治市的一個主要住宅區和民事教區。在 2011 年英國人口普查中，它的人口為 21,436。郵政編號：So53 
學校：
小學：Knightwood Primary school , Hiltingbury Junior School, Fryern Junior School, Chandler’s Ford Infante School
中學：Thornden School, Lakeside School, The Toynbee School
公園：
•Valley Park
•Hiltingbury Lakes 
•Fryern Recreation Ground